# Natallja Safronnikawa
Natallja Safronnikawa (belarussisch Наталля Сафроннікава, engl. Transkription Natallia Safronnikava; * 28. Februar 1973 in Waukawysk) ist eine belarussische Sprinterin.
Bei den Weltmeisterschaften 1995 in Göteborg und 1997 in Athen startete sie über 200 Meter, schied aber jeweils im Vorlauf aus. 1999 in Sevilla kam sie über 100 und 200 Meter ins Halbfinale.
2001 gewann sie zunächst bei den Hallenweltmeisterschaften in Lissabon Bronze über 200 Meter, kam dann bei den Weltmeisterschaften in Edmonton über 100 Meter ins Viertel- und über 200 Meter ins Halbfinale und gewann schließlich bei der Universiade Bronze über 200 Meter.
2003 wurde sie über 200 Meter Fünfte bei den Hallenweltmeisterschaften in Birmingham und Sechste bei den Weltmeisterschaften in Paris/Saint-Denis. Im Jahr darauf gewann sie bei den Hallenweltmeisterschaften in Budapest nach der Disqualifizierung von Anastassija Kapatschinskaja nachträglich die Goldmedaille über 200 Meter und wurde Achte über 60 Meter. Bei den Olympischen Spielen in Athen kam sie über 200 Meter ins Viertelfinale und wurde Fünfte mit der belarussischen 4-mal-100-Meter-Staffel.
Ihren letzten Auftritt bei internationalen Meisterschaften hatte sie bei den Halleneuropameisterschaften 2005, wo sie Sechste im Dreisprung wurde.

## Bestleistungen
- 60 m (Halle): 7,04 s, 21. Februar 2001, Minsk
- 100 m: 11,05 s, 28. Juni 2003, Minsk
  - Halle: 11,34 s, 12. Februar 2001, Tampere
- 200 m: 22,68 s, 24. Juni 2001, Bremen
  - Halle: 22,91 s, 14. März 2003, Birmingham
- Dreisprung (Halle): 14,31 m, 6. März 2005, Madrid